# Léon M'ba
Léon M'ba (Libreville, 9 febbraio 1902 – Parigi, 27 novembre 1967) è stato un politico gabonese.
Già Primo ministro del Territorio Autonomo del Gabon dal 1957 al 1961, fu il primo Presidente del Paese dopo il raggiungimento dell'indipendenza, mantenendo tale incarico dal 1960 al 1967.

## Biografia
Appartenente all'etnia Fang, suo padre era un uomo d'affari e capo villaggio, che aveva avuto conosciuto l'esploratore franco-italiano Pierre Savorgnan de Brazza. Sua madre, Louise Bendome, era una sarta. Entrambi i genitori erano fra i primi ad aver conseguito una istruzione istituzionale in tutta Libreville. Suo fratello fu il primo sacerdote ordinato dalla Chiesa Cattolica proveniente dal Gabon.
Nel 1909 entrò in seminario, dove ricevette la sua prima formazione educativa. A partire dal 1920 lavorò come magazziniere, taglialegna e commerciante prima di entrare nell'amministrazione coloniale francese in qualità di agente doganale. Tuttavia il suo attivismo in favore dei suoi concittadini di colore suscitò sospetti e malumori nell'amministrazione coloniale che iniziarono a sorvegliare le sue attività. Nel 1922 fu arrestato e condannato al carcere con l'accusa di aver fornito documenti falsi ad un proprio collega. 
Massone, fu membro della Massoneria di Prince Hall.